# یواس‌اس ساکسیس (اس‌پی-۶۱۵)
یواس‌اس ساکسیس (اس‌پی-۶۱۵) (به انگلیسی: USS Saxis (SP-615)) یک کشتی بود که طول آن ۴۸ فوت ۰ اینچ (۱۴٫۶۳ متر) بود. این کشتی در سال ۱۹۱۷ ساخته شد.